# Zagorka Golubović
Zagorka Golubović (serb. Загорка Голубовић; ur. 8 marca 1930 we wsi Debrc, zm. 13 marca 2019 w Belgradzie) – serbska filozof i socjolog, działaczka społeczna.

## Życiorys
W 1933 przeniosła się wraz z rodziną do Belgradu, gdzie ukończyła szkołę średnią, a następnie studia na Wydziale Filozofii Uniwersytetu w Belgradzie. Od 1944 należała do Ligi Komunistycznej Młodzieży Jugosławii. Po studiach pracowała w liceum na Zemunie, a następnie w latach 1952-1954 w IV Gimnazjum w Belgradzie. Od 1957 prowadziła wykłady na macierzystej uczelni, początkowo jako asystent, a po obronie doktoratu na stanowisku adiunkta. Należała do pionierów serbskich badań w zakresie antropologii społecznej, dzięki niej do programu studiów belgradzkiej uczelni wprowadzono zajęcia z zakresu antropologii i socjologii rodziny. W latach 60. współpracowała z czasopismem Praxis, była jedyną kobietą w środowisku filozofów, organizujących w latach 1963-1974 letnie szkoły na Korčuli.
Po zamieszkach studenckich w 1968 i krytycznych opiniach wobec władz ze strony środowiska Praxis, w styczniu 1975 Zagorka Golubović została usunięta z uczelni wraz z siedmioma innymi naukowcami, należącymi do grupy Praxis. Do 1981 pozostawała bez stałego zatrudnienia, sporadycznie prowadziła wykłady na uczelniach szwedzkich, brytyjskich i amerykańskich. Od 1981 pracowała w Instytucie Nauk Społecznych, jako doradca naukowy, by w 1991 powrócić na macierzystą uczelnię, gdzie została zatrudniona na stanowisku profesora. Prowadziła wykłady do 2001, kiedy przeszła na emeryturę.
W latach 90. działała w ruchu antywojennym w Belgradzie, w latach 1996-1997 uczestniczyła aktywnie w protestach przeciwko reżimowi Slobodana Miloševicia. Od 2007 współpracowała z lewicowym czasopismem Novi Plamen. Zmarła w 2019 po długiej chorobie.

## Nagrody i wyróżnienia
W 2007 otrzymała nagrodę Verica Barac, za walkę z korupcją w Serbii. W 2014 została wyróżniona nagrodą Radomira Lukicia za całokształt dokonań.

## Publikacje
- 1966: Problemi savremene teorije ličnosti
- 1973: Čovek i njegov svet u antropološkoj perspektivi
- 1982: Staljinizam i socijalizam. Nastanak staljinizma u ideologiji i praksi sovjetskog društva
- 1988: Kriza identiteta savremenog jugoslovenskog društva: jugoslovenski put u socijalizam viđen iz različitih uglova
- 1991: Antropološki portreti
- 1997: Antropologija u personalističkom ključu
- 1999: Ja i drugi. Antropološka istraživanja individualnog i kolektivnog identiteta
- 2003: Izazovi demokratije u savremenom svetu,
- 2006: Pouke i dileme minulog veka. Filozofsko-antropološka razmišljanja o glavnim idejama našeg vremena